# نوئل گوگلیمی
نوئل گوگلیمی (انگلیسی: Noel Gugliemi؛ زادهٔ ۱۵ اکتبر ۱۹۷۰) هنرپیشه اهل ایالات متحده آمریکا است. وی از سال ۱۹۹۹ میلادی تاکنون مشغول فعالیت بوده‌است.
از فیلم‌ها یا برنامه‌های تلویزیونی که وی در آن نقش داشته‌است می‌توان به سریع و خشمگین، زمان‌های خشن، مدرسه قدیمی، تکنواز، مرغابی، شن‌های قرمز، خشمگین ۷، پاکسازی: هرج و مرج، تحت‌تعقیب‌ترین‌های مالیبو، پسری به نام سیلبوت، عروسی خانوادگی ما، لیست جیبی و نیروی اعدام اشاره کرد.